# 特爾塞城堡

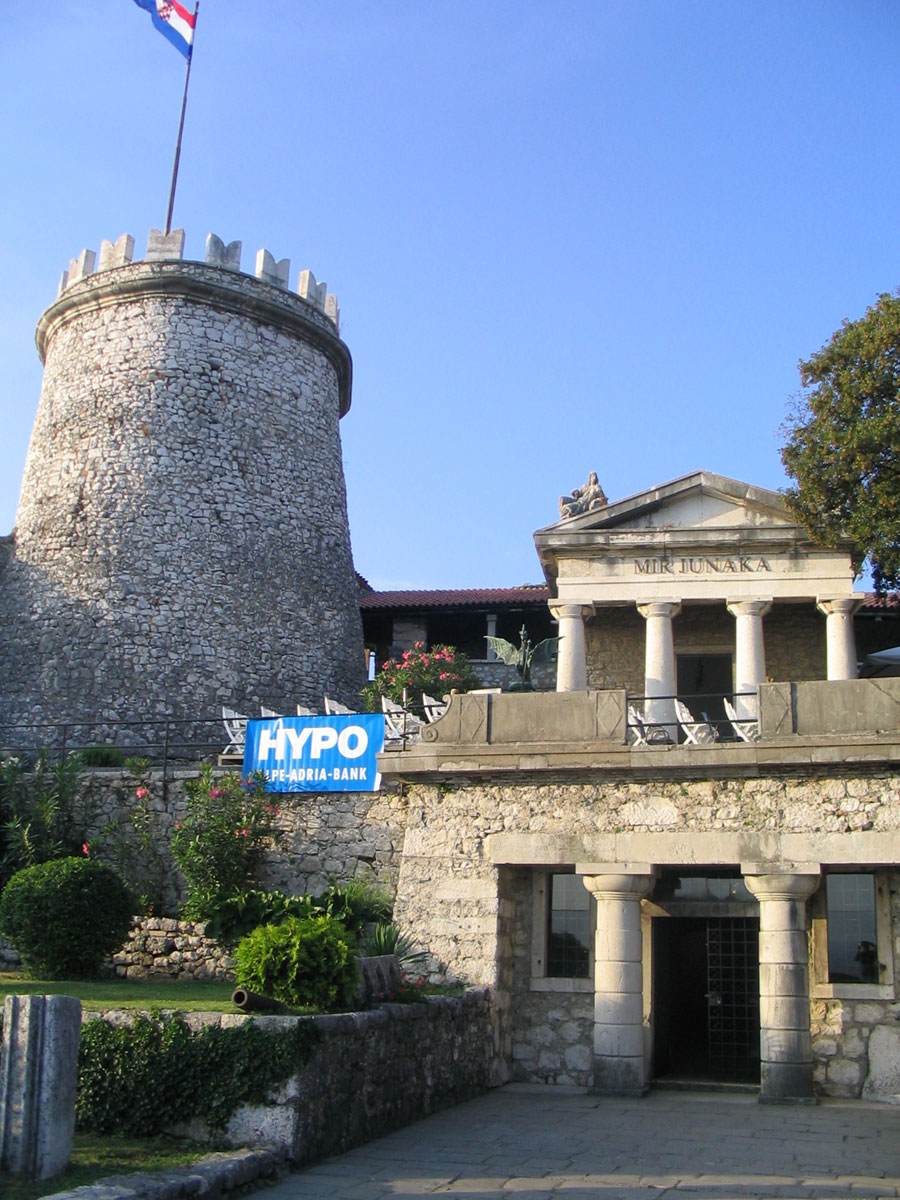

特爾塞城堡是位於克羅埃西亞特爾塞的一座城堡。這裡在伊利里亞和古羅馬時代時就已經有城塞。19世紀時期，特爾塞城堡得到完全重建和裝修。